# Ulla Rottmann
Ulla Rottmann (* 7. Dezember 1967) ist eine deutsche Tischtennisspielerin. Sie spielte in den 1980er und 1990er Jahren in der Bundesliga und galt als „eine der besten Spielerinnen in Deutschland“. Bei Deutschen Meisterschaften der Erwachsenen gewann sie vier Bronzemedaillen.

## Werdegang
Ulla Rottmann begann mit dem Tischtennissport beim Bielefelder Verein SV Gadderbaum. 1982 wechselte sie zur Spvg Steinhagen. Hier erzielte sie bereits in ihrer Jugend beachtliche Erfolge. So siegte sie bei den Bundesranglistenturnieren der Juniorinnen 1985, 1987 und 1988. 1985 erreichte sie bei den Deutschen Meisterschaften der Mädchen das Endspiel. Mit der Steinhagener Damenmannschaft wurde sie 1987 Meister der 2. Bundesliga West, 1989 gewann Steinhagen sogar die Deutsche Meisterschaft. Mit TuS Glane kam sie 1994 bis ins Endspiel des ETTU Cup.
Zu ihren größten Erfolgen zählt der Gewinn der Bronzemedaillen bei Deutschen Meisterschaften jeweils im Doppel: 1987 mit Katja Nolten, 1993 und 1994 mit Anke Schreiber sowie 1996 mit Andrea Bargel.

## Turnierergebnisse
| Verband | Veranstaltung                       | Jahr | Ort                       | Land | Einzel | Doppel | Mixed  | Team |        |
| ------- | ----------------------------------- | ---- | ------------------------- | ---- | ------ | ------ | ------ | ---- | ------ |
| GER     | Westdeutsche Meisterschaft Mädchen  | 1984 | Löhne                     | GER  |        | Gold   |        |      | [ 10 ] |
| GER     | Westdeutsche Meisterschaft Junioren | 1984 | Niederpleis               | GER  | Gold   | Gold   |        |      | [ 10 ] |
| GER     | Westdeutsche Meisterschaft Junioren | 1985 | Dorsten                   | GER  | Gold   |        |        |      | [ 10 ] |
| GER     | Bundesranglistenturnier Junioren    | 1985 | Niederwalgern             | GER  | Gold   |        |        |      | [ 7 ]  |
| GER     | Deutsche Meisterschaft Mädchen      | 1985 | Wuppertal                 | GER  | Silber |        |        |      | [ 8 ]  |
| GER     | Westdeutsche Meisterschaft          | 1986 | Duisburg                  | GER  |        | Gold   |        |      | [ 10 ] |
| GER     | Westdeutsche Meisterschaft Junioren | 1986 | Bochum                    | GER  | Gold   | Gold   |        |      | [ 10 ] |
| GER     | Westdeutsche Meisterschaft          | 1987 | Straelen                  | GER  |        | Gold   |        |      | [ 10 ] |
| GER     | Westdeutsche Meisterschaft Junioren | 1987 | Lünen                     | GER  |        | Gold   | Gold   |      | [ 10 ] |
| GER     | Bundesranglistenturnier Junioren    | 1987 | Ratzeburg                 | GER  | Gold   |        |        |      | [ 7 ]  |
| GER     | Bundesranglistenturnier Junioren    | 1988 | Türnich                   | GER  | Gold   |        |        |      | [ 7 ]  |
| GER     | Deutsche Meisterschaft Junioren     | 1989 | Hagen am Teutoburger Wald | GER  |        | Silber | Gold   |      | [ 11 ] |
| GER     | Norddeutsche Meisterschaft          | 1990 | Bremen-Huchting           | GER  | Silber | Bronze | Gold   |      | [ 12 ] |
| GER     | Norddeutsche Meisterschaft          | 1992 | Göttingen                 | GER  | Gold   | Silber | Bronze |      | [ 12 ] |
| GER     | Norddeutsche Meisterschaft          | 1993 | Quickborn                 | GER  | Bronze | Gold   | Bronze |      | [ 12 ] |
| GER     | Norddeutsche Meisterschaft          | 1994 | Berlin                    | GER  | Bronze | Bronze |        |      | [ 12 ] |
| GER     | Niedersachsen-Meisterschaft         | 1995 | Algermissen               | GER  | Gold   | Gold   |        |      | [ 13 ] |
| GER     | Niedersachsen-Meisterschaft         | 1996 | Emden                     | GER  | Bronze | Gold   | Gold   |      | [ 13 ] |
| GER     | Norddeutsche Meisterschaft          | 1996 | Uetersen                  | GER  | Silber |        | Bronze |      | [ 12 ] |
| GER     | Norddeutsche Meisterschaft          | 1996 | Uetersen                  | GER  | Silber |        | Bronze |      | [ 12 ] |
| GER     | Niedersachsen-Meisterschaft         | 1997 | Wrestedt                  | GER  | Bronze | Silber | Gold   |      | [ 13 ] |